# Muchataladinne, Sidlaghatta
Muchataladinne là một làng thuộc tehsil Sidlaghatta, huyện Chikkaballapur, bang Karnataka, Ấn Độ.